# Jonna Lee
Jonna Emily Lee, med artistnamn ionnalee, född 3 oktober 1981 i Linköping, är en svensk sångerska, låtskrivare, musikproducent och regissör. Hon är upphovsperson till det audiovisuella projektet Iamamiwhoami. 
Lee debuterade 2007 under personnamnet 'Jonna Lee' med singer/songwriter albumet 10 pieces, 10 bruises som gavs ut på Razzia Records och producerades av Lee tillsammans producenten och musikern Claes Björklund. I september 2008 släppte Lee "This War EP," följt av ett andra album i februari 2009 kallat "This is Jonna Lee". Gästartister och musiker är Ed Harcourt, medlemmar från Supergrass och Travis, Annika Norlin med flera.  
År 2009 startade Jonna Lee det till början anonyma multimediella projektet iamamiwhoami tillsammans med Claes Björklund. Projektet slog igenom internationellt 2010 då musikmedia och bloggar över världen försökte identifiera upphovspersonen bakom projektet  . iamamiwhoami har släppt tre audiovisuella album bounty (2010) kin (2012) och BLUE (2014) samt tre virtuella konserter: IN CONCERT (2010) , CONCERT IN BLUE (2015)  och KONSERT (2020) . 
År 2018 släppte Lee det egenproducerade soloalbumet Everyone afraid to be forgotten under namnet ionnalee. Albumet släpptes tillsammans med en spelfilm med samma namn som Lee regisserat tillsammans med fotografen John Strandh. Släppet följdes av en kickstarterfinansierad turné. Under 2019 släpptes uppföljaren REMEMBER THE FUTURE'.
Lee samarbetar med det japanska konst och designhuset Comme des Garçons. Hon har även samarbetat med det norska bandet Röyksopp på ett flertal världsturnéer samt artisten Moby vars låt The Ceremony of innocence hon remixat.    
Lee är grundare och VD för det oberoende skiv och produktionsbolaget To whom it may concern.
Mellan september 2009 och maj 2012 var Jonna Lee programledare för radioprogrammet P3 Live Session i Musikguiden.
I december 2018 mottog Jonna Lee en utmärkelse från sin hemstad Linköpings för sin kulturgärning . 
I januari 2019 sjöng ionnalee en hyllning till den avlidne Avicii på P3 Guld-galan.

## Uppväxt
Jonna Lee föddes i Linköping och växte upp i samhället Fågelsta i Östergötland med sin mamma och syskon. Hon inledde sin professionella musikkarriär som 17-åring med att sjunga house i London dit hon flyttade som tonåring.[källa behövs]

## Diskografi som Jonna Lee

### Som Jonna Lee
- Dried out eyes, singel 2007
- 10 pieces, 10 bruises, album 2007
- And your love, singel 2008
- I wrote this song, singel 2008
- This War, EP 2008
- My high, singel 2009
- This is Jonna Lee, album 2009
- Lake Chermain, singel 2009
- Something so quiet, singel 2009
- Violent playground (Nitzer Ebb cover), kompilationsspår 2009

### Som iamamiwhoami
Se diskografi Iamamiwhoami

### Diskografi som ionnalee
- SAMARITAN, singel och video 2017
- NOT HUMAN, singel och video 2017
- SIMMER DOWN, singel 2017
- GONE, singel och video 2017
- DUNES OF SAND - med Jamie Irrepressible, singel 2018
- JOY, singel och video 2018
- WORK, singel 2018
- EVERYONE AFRAID TO BE FORGOTTEN, album 2018
- MOBY - THE CEREMONY OF INNOCENCE, ionnalee remix 2018
- OPEN SEA, singel 2019 (kommande)
- REMEMBER THE FUTURE, album 2019
- KRONOLOGI, mixtapealbum 2020
- ISOLATION LIVE IN ÖDESHÖG, live session 2020
- KONSERT, virtuell konsert 2020
- MACHINEE, singel 2020